# José Luis Landim
José Luis Landim es un abogado caboverdiano y actual fiscal general de Cabo Verde. Landim fue designado el 15 de octubre de 2019 como sucesor de Óscar Tavares.